# チェスキー・テリア
チェスキー・テリア（英：Chesky Terrier）は、チェコ原産のテリア犬種である。別名はボヘミアン・テリア（英：Bohemian Terrier）。

## 歴史
旧チェコスロバキアのクラノヴィツェに住む遺伝学者、フランナシェック・ホラーク博士という人物により生み出された犬種である。博士はとても狩猟好きで、畑を荒らす害獣を自身の所持するテリア犬のパックで退治していた。彼が所持していた犬はスコティッシュ・テリアとシーリハム・テリア、そして現在は絶滅したアバディーン・テリアの末裔犬で、博士はこの3犬種を最も好んで愛用していた。
そんな博士がこれらの3犬種よりも猟犬として優秀で、且つショードッグとしても使える美しい容姿を持つ犬を目指して本種の作出を計画した。1949年に作出が開始され、まずスコティッシュ・テリアとシーリハム・テリアを掛け合わせ、その交配種にダンディー・ディンモンド・テリアやワイアーヘアード・ダックスフント（サイズ階級は不詳）の血を加えながら改良して1959年に完成した。尚、アバディーン・テリアは博士のもとに繁殖適齢期の犬が居なかったため、作出には使われていない。
主にキツネやモグラ、ウサギやネズミを狩るための地中猟犬として使われる。獲物のにおいを追跡し、地中（穴）に潜って獲物と戦って倒したり、地中に獲物を閉じ込めて怒らせ、地上におびき出してお供のハウンド犬に攻撃させるといった狩猟法をとっている。ネズミは発見次第、すぐにしとめることが出来る。
チェコでは作出後すぐに実猟犬・ショードッグとしてともに人気を博し、チェコの国犬としても指定されている。1963年にFCIに公認登録され、それ以後はヨーロッパでも人気を得るにいたっている。現在は（世界的には、）ペットやショードッグとして飼われることが多くなりつつある。

## 特徴
胴長短足のテリア犬種である。首も長く、その美しさを際立たせるため、特有のトリミングを施す。このトリミングはシーリハム・テリアと同じもので、顔や胸、腹部には長めに毛を残し、その他の部分は短めに毛を刈り込む方法でトリミングが行われる。本来のコートの長さはシャギー（むく毛）に近いロングコートである。毛質は柔らかくウエーブがかっている。コートを硬くするための特殊なトリミングであるプラッキングは行われない。毛色はソルト・アンド・ペッパーなど。口髭や顎鬚、眉毛は豊かでふさふさしている。耳は垂れ耳、尾は長い垂れ尾。体高30cm前後、体重9kg前後の小型犬で、性格は温和で優しく、従順で協調性もある。他の犬や小さな子供とも仲良くすることが出来、攻撃的な気性を持たず人懐こい。しつけの飲み込みや状況判断力がよく、運動量も少なめであるため家庭犬として飼育するのにもよく適している。ただし、一度興奮してしまうと自制が利かなくなることもあるため、飼い主がしっかりコントロールできるようにしつけをしておく必要はある。かかりやすい病気はコートが目に入って起こる眼疾患、抱き方が悪いとおきやすい椎間板ヘルニア、遺伝的な要素もあるアレルギーなどがある。胴が長い犬種である為、抱くときには片手で胸を、もう片方の手で腰を抱えるようにして抱くことが大切である。尚、この抱き方は胴長の犬種全てに共通する注意点のひとつである。